# KWEX-DT
KWEX-DT (canal digital y virtual 41) es una estación de televisión operada y parte de Univision localizada en San Antonio, Texas, Estados Unidos. La estación es propiedad de Univision Communications, compartiendo infraestructura con UniMás (estación hermana) KNIC-DT (canal 17). Las dos estaciones comparten estudios ubicados en Netwok Bulevar en Northwest San Antonio. KWEX Opera un estudio secundario localizado en el Texas A&M–San Antonio Educational and Cultural Arts Center en South Santa Rosa en centro de San Antonio; y su transmisor está localizado fuera de la Ruta 181 en el Condado de Wilson del noroeste (al noreste de Elmendorf).

## Historia
La estación inició transmisiones el 10 de junio de 1955 como KCOR-TV (el indicativo de llamada estuvo tomado de su estación de radio hermana KCOR (1350 AM), el cual él estuvo nombrado por Raul Cortez, el dueño y pionero de las primeras estaciones de radio y televisión dedicadas exclusivamente a la gente de habla española en los Estados Unidos a cargo de la Radio Corporation of America (RCA). KCOR-TV era también la primera estación de televisión comercial en español en Estados Unidos., así como la primera estación televisiva en el sur del estado de Texas que transmitió en la banda de UHF. La estación originalmente operada desde las instalaciones de estudio localizadas en Network Boulevard (suroeste de la hoy en día I-10) en la parte noroeste de la ciudad.
En 1961, después de que KCOR-TV había venido perdiendo dinero por años, Cortez vendió la estación a un consorcio dirigido por su yerno Emilio Nicolas, Renold Anselmo, Emilio Azcárraga Vidaurreta, Julian Kaufman y Frank Fouce. Con el cambio en la propiedad, la estación cambió sus identificativo de llamada a KUAL-TV ese año. Desde los principios de la estación, Nicolas había trabajado mano a mano con Cortez, no sólo corriendo la estación, pero produciendo muchos programas variados en canal 41. Nicolas hizo de la estación un éxito financiero, y en 1962 Nicolas y sus socios construyeron su segunda estación televisiva, KMEX-TV en Los Ángeles. Las dos estaciones, junto con KUAL, fueron las estaciones fundadores de facto de la red entera, que formaron los núcleos de la primera red televisiva de habla española en los Estados Unidos; más tarde en ese año, la estación cambió sus llamadas a KWEX (el sufijo "-TV" fue añadido en 1979), cuando la estación se convirtió en una afiliada a la carta de la Spanish International Network (la cual sería relanzada como Univisión en 1987).
El 29 de julio de 2013, KWEX se trasladó de sus estudios de toda la vida Durango Boulevard en el distrito de San Antonio Southtown a unas nuevas instalaciones de 43,200 pies cuadrados en Network Boulevard. La instalaciones, que se construyeron en el curso de seis meses, con un costo de $10 millones de construcción y que incluyó control maestro expandido, un espacio para sala de prensa, dos estudios para producción de sus telediarios y programas locales (uno del cual incluye una cocina utilizada para segmentos alimentarios); Univision Comunicaciones' San Antonio, grupo radiofónico dueño de KCOR, KBBT (98.5 FM), KCOR-FM (95.1 FM), KROM (92.9 FM), KXTN-FM (107.5) reubicó sus operaciones a las nuevas instalaciones a finales del verano de 2013. Había planes de derribas las antiguas instalaciones con un complejo de apartamentos construido en la propiedad, al que se opuso el San Antonio Conservation Society y la Comisión Histórica de Texas, quienes propusieron que el edificio se restaurara y se incluyera al desarrollo nuevo.
El 10 de agosto de 2013, KWEX firmó un acuerdo de arrendamiento de tres años con A&M University de Texas–San Antonio para utilizar el centro universitario de educación y las artes culturales en el sitio del Museo Alameda (el cual cerró en agosto de 2012) en el Market Square en el distrito del centro de San Antonio como instalaciones de un estudio secundario; la estación construyó 1,200 metros cuadrados, un estudio HD-Ready para usarse durante los segmentos en vivo vistos en la estación a las 5:00 y 10:00 p. m., telediarios así como su programa de inserción matutina Despierta San Antonio, el alumnado de comunicaciones de Texas A&M también tendrán acceso al estudio cuándo no es en uso para KWEX. Los nuevos estudios abrieron el 18 de febrero de 2014.

## Televisión digital

### Canal digital
| Canal | Vídeo | Aspecto | PSIP Nombre corto | Programando                                |
| ----- | ----- | ------- | ----------------- | ------------------------------------------ |
| 41.1  | 1080i | 16:9    | KWEX-DT           | Programación principal de KWEX / Univisión |
| 41.2  | 480i  | 4:3     | GET TV            | GetTV                                      |
| 41.3  | 480i  | 4:3     | GRIT              | GritTV                                     |

### Analógico-a-conversión digital
KWEX-TV interrumpió su programación regular en señal analógica, en el canal 41 de UHF, el 12 de junio de 2009, la fecha oficial en que las estaciones televisivas de alta potencia en los Estados Unidos realizaron la transición de emisiones analógicas a emisiones digitales bajo mandato federal. La señal digital de la estación fue reubicada de su pre-transición en canal 39 al anterior canal analógico 41.
La asignación digital anterior de la estación en el canal 39 y sus instalaciones fueron posteriormente transferidas en su totalidad al afiliado de CBS en la zona KNES-TV (canal 5), el cual compartió KWEX señal como subcanal de alta definición en 2008 y a principios de 2009, mapeó al canal virtual 5.1 debido a que su canal de transición, el canal digital 55 fue vendido a Qualcomm para MediaFLO, su servicio televisivo móvil. Al mismo tiempo, KWEX había retransmitido en definición estándar, así que ambos, KNES y KWEX emitieron en canal digital 39 sin ningún tipo de problema entre ambos.

## Operación noticiosa
KWEX-DT actualmente retransmite siete horas de telediarios producidos localmente cada semana (con una hora cada día de la semana, sábados y domingos); además, la estación produce una serie de segmentos de entrevista titulado Despierta San Antonio (Despierta-arriba de San Antonio), el cual dura alrededor de 25 y 55 minutos pasada la hora durante programa de las mañanas nacional de Univisión Despierta América en mañanas de días de semana.
Con el movimiento a los estudios nuevos a Network Blvd., el 29 de julio de 2013, KWEX-DT devenía la quinta estación televisiva en el mercado de San Antonio en empezar a transmitir sus telediarios locales en HD.